# Biologisk rening

Olika typer av biologisk rening

Biologisk rening är en reningsprocess av avloppsvatten som sker med hjälp av mikroorganismer. Organiska substanser avlägsnas genom biologisk nedbrytning. Även oorganiska salter, kväve och fosfor kan avlägsnas.
Ett stort problem man stöter på i reningsverk är att det spolas ned exempelvis målarfärg i avloppet, och sådana ämnen dödar de nedbrytande mikroorganismer som ingår i den biologiska reningen.